# Comuna Șirineasa, Vâlcea
Șirineasa este o comună în județul Vâlcea, Oltenia, România, formată din satele Aricioaia, Ciorăști, Slăvitești, Șirineasa (reședința) și Valea Alunișului.

## Demografie
Componența etnică a comunei Șirineasa
     Români (91,52%)
     Alte etnii (8,48%)
Componența confesională a comunei Șirineasa
     Ortodocși (91,14%)
     Alte religii (0,29%)
     Necunoscută (8,58%)
Conform recensământului efectuat în 2021, populația comunei Șirineasa se ridică la 2.099 de locuitori, în scădere față de recensământul anterior din 2011, când fuseseră înregistrați 2.404 locuitori. Majoritatea locuitorilor sunt români (91,52%). Din punct de vedere confesional, majoritatea locuitorilor sunt ortodocși (91,14%), iar pentru 8,58% nu se cunoaște apartenența confesională.

## Politică și administrație
Comuna Șirineasa este administrată de un primar și un consiliu local compus din 11 consilieri. Primarul, Ion Streinu[*], de la Partidul Social Democrat, este în funcție din 2016. Începând cu alegerile locale din 2024, consiliul local are următoarea componență pe partide politice:
|  | Partid                          | Consilieri | Componența Consiliului | Componența Consiliului | Componența Consiliului | Componența Consiliului | Componența Consiliului |
|  | ------------------------------- | ---------- | ---------------------- | ---------------------- | ---------------------- | ---------------------- | ---------------------- |
|  | Partidul Social Democrat        | 5          |                        |                        |                        |                        |                        |
|  | Partidul Național Liberal       | 2          |                        |                        |                        |                        |                        |
|  | Partidul S.O.S. România         | 1          |                        |                        |                        |                        |                        |
|  | Alianța pentru Unirea Românilor | 1          |                        |                        |                        |                        |                        |
|  | Partidul Mișcarea Populară      | 1          |                        |                        |                        |                        |                        |
|  | Popa Constantin-Cătălin         | 1          |                        |                        |                        |                        |                        |

## Personalități
- George Țărnea (1945–2003), poet.